# Iwama Yudai
Yudai Iwama (岩間 雄大 Iwama Yūdai, sinh ngày 21 tháng 2 năm 1986) là một cầu thủ bóng đá người Nhật Bản thi đấu ở vị trí Tiền vệ cho Matsumoto Yamaga F.C. ở J2 League.

## Sự nghiệp
Ngày 24 tháng 3 năm 2013 Iwama có mặt trong đội hình xuất phát tại trận đấu của V-Varen Nagasaki ở J. League Division 2 trước Matsumoto Yamaga, thi đấu hết 90 phút và Nagasaki có kết quả hòa 1–1.

## Thống kê sự nghiệp
Cập nhật đến ngày 23 tháng 2 năm 2018.
| Câu lạc bộ          | Mùa giải            | Giải vô địch | Giải vô địch | J. League Cup | J. League Cup | Cúp Hoàng đế Nhật Bản | Cúp Hoàng đế Nhật Bản | AFC     | AFC       | Tổng    | Tổng      |
| Câu lạc bộ          | Mùa giải            | Số trận      | Bàn thắng    | Số trận       | Bàn thắng     | Số trận               | Bàn thắng             | Số trận | Bàn thắng | Số trận | Bàn thắng |
| ------------------- | ------------------- | ------------ | ------------ | ------------- | ------------- | --------------------- | --------------------- | ------- | --------- | ------- | --------- |
| Arte Takasaki       | 2007                | 24           | 4            | —             | —             | —                     | —                     | —       | —         | 24      | 4         |
| Arte Takasaki       | 2008                | 6            | 0            | —             | —             | 1                     | 0                     | —       | —         | 7       | 0         |
| Arte Takasaki       | 2009                | 31           | 0            | —             | —             | 2                     | 0                     | —       | —         | 33      | 0         |
| Arte Takasaki       | 2010                | 31           | 0            | —             | —             | 2                     | 0                     | —       | —         | 33      | 0         |
| V-Varen Nagasaki    | 2011                | 33           | 3            | —             | —             | 1                     | 1                     | —       | —         | 34      | 4         |
| V-Varen Nagasaki    | 2012                | 29           | 3            | —             | —             | 1                     | 0                     | —       | —         | 30      | 3         |
| V-Varen Nagasaki    | 2013                | 41           | 0            | —             | —             | 0                     | 0                     | —       | —         | 41      | 0         |
| Matsumoto Yamaga    | 2014                | 36           | 1            | —             | —             | 1                     | 0                     | —       | —         | 37      | 1         |
| Matsumoto Yamaga    | 2015                | 34           | 0            | 2             | 0             | 4                     | 0                     | –       | –         | 40      | 0         |
| Matsumoto Yamaga    | 2016                | 39           | 1            | 1             | 0             | –                     | –                     | –       | –         | 40      | 1         |
| Matsumoto Yamaga    | 2017                | 38           | 2            | 0             | 0             | –                     | –                     | –       | –         | 38      | 2         |
| Tổng cộng sự nghiệp | Tổng cộng sự nghiệp | 342          | 14           | 3             | 0             | 12                    | 1                     | 0       | 0         | 357     | 15        |